# Seututie 428
Pour les articles homonymes, voir Route 428.
La route régionale 428 (finnois : Seututie 428) est une route régionale allant de Toivola à Joutsa en Finlande.

## Description
La route 428 va de l'échangeur de la valtatie 5 de Toivola jusqu'à Joutsa en passant par Pertunmaa.
La route 428 passe à proximité du pont du Viheri qui est un pont historique de Finlande.